# Szpital św. Jana Bożego w Warszawie

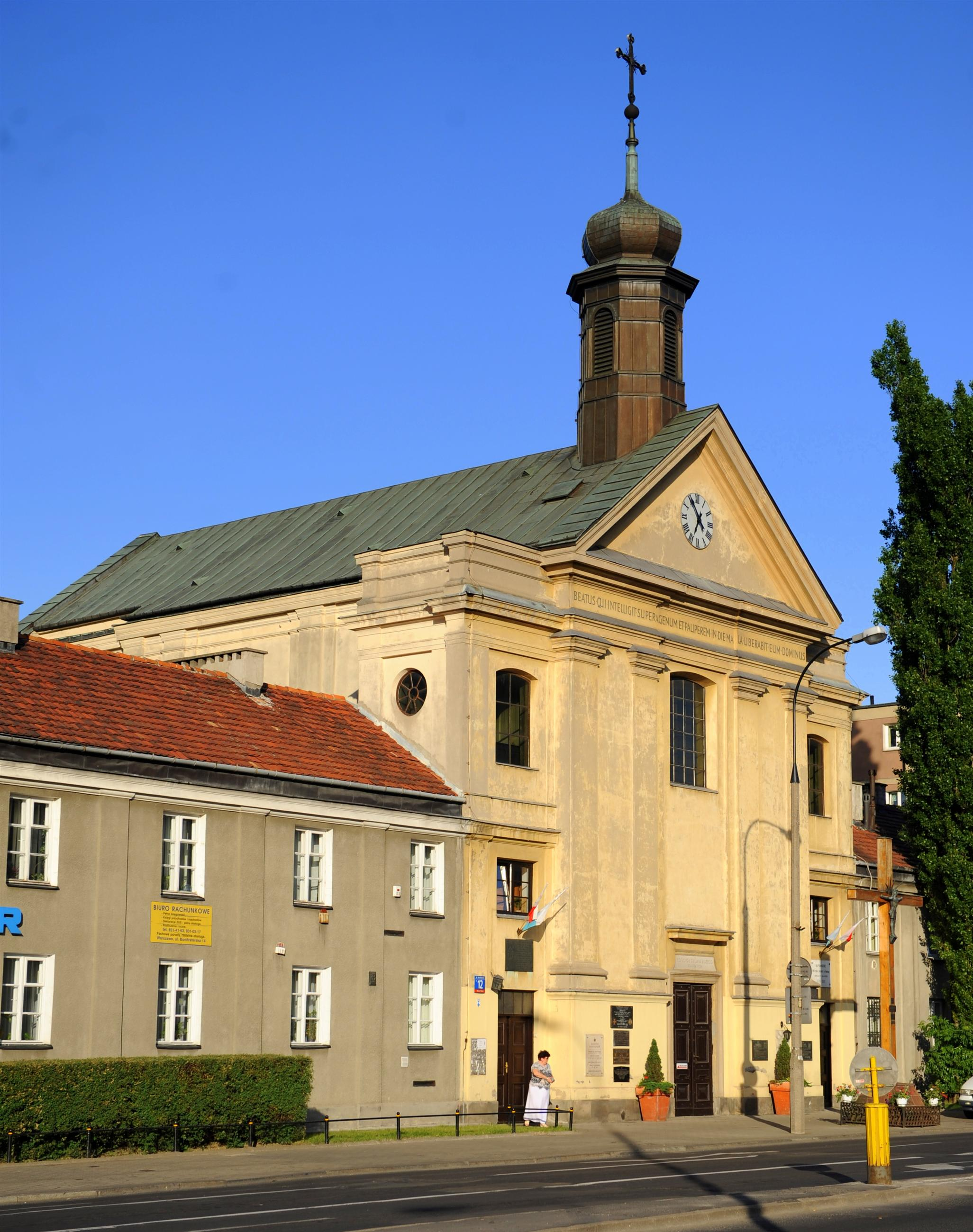
Kościół pod wezwaniem św. Jana Bożego z historycznym szpitalem po lewej

Szpital św. Jana Bożego – szpital w Warszawie założony w 1650 roku.

## Historia
Szpital został założony w 1650 przez bonifratrów na terenie jurydyki Leszno. W 1820 był jednym z siedmiu funkcjonujących szpitali warszawskich. W każdym szpitalu ordynował jeden lekarz, najczęściej, mimo podpisanych nieraz umów, bezpłatnie. W szpitalu św. Jana Bożego był to w owym czasie Maurycy Woyde, a leczono w nim chorych psychicznie. W 1821 rozpoczęto budowę drugiego skrzydła szpitala . W 1862 w szpitalu otwarto klinikę psychiatryczną.
W latach 1867−1896 lekarzem naczelnym był Adolf Rothe. Przyczynił się on do rozbudowy placówki. Jego następcą był Iwan Sabasznikow.
Szpital został spalony w czasie powstania warszawskiego.